# Fratelli Patricola

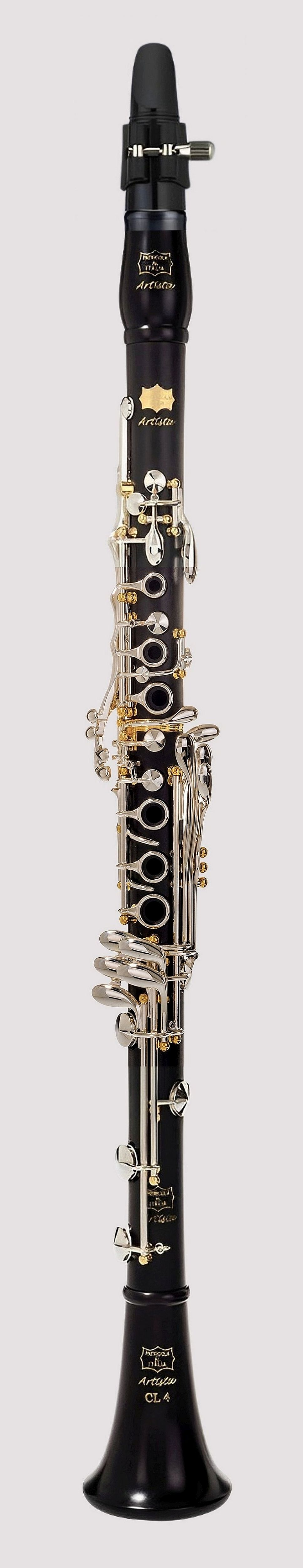
Klarinette Modell CL4

Fratelli Patricola ist ein italienischer Hersteller von Oboen und Klarinetten mit Sitz in Castelnuovo Scrivia, Provinz Alessandria.

## Geschichte
Die Brüder Francesco, Petro und Biagino Patricola, gelernte Holzblasinstrumentenbauer, gründeten 1976 ihre eigene Manufaktur zur Herstellung von Oboen und Klarinetten. Zwischenzeitlich sind zwei Söhne und ein Enkel als Instrumentenbauer mit in dem Familienunternehmen tätig.

## Produkte
Hergestellt werden, der Website zufolge aus lange abgelagerten Hölzern ausschließlich in Handarbeit, die nachstehend aufgeführten Instrumente, angefertigt aus Grenadillholz (Melanoxylon) mit versilberter Mechanik, die höherwertigen Modelle wahlweise auch aus Bubinga (Guibourtia tessmannii) und mit vergoldeter Mechanik.
1. Oboen: ein Schülermodell, ein semiprofessionelles Modell und ein Profi-Modell („Artista“), ferner eine Oboe d’amore in A, zwei Modelle Englischhorn in F, und eine Oboe Musette in Es.
2. Klarinetten: Es werden ausschließlich Klarinetten mit dem französischen Griffsystem (Böhm) angeboten und zwar in den Stimmungen hoch-Es, C, B und A, in verschiedenen Ausführungen und Qualitäten. Die B-Klarinette CL4 Virtuoso ist einzige „Voll-Böhm“-Klarinette im Programm und die einzige, die bis zum tiefen Es reicht (statt E). Tiefe Klarinetten (Bassetthorn, Altklarinette, Bassklarinette) werden nicht hergestellt.
Der Vertrieb der Instrumente, bei deren Konzeption das Unternehmen neben Qualitätsansprüchen auch viel Wert auf gutes und zeitgemäßes Design gelegt hat, erfolgt durch die Firma selbst und durch Händler in Italien und einer Reihe anderer Länder. 
Instrumente von Patricola werden von namhaften Oboisten und Klarinettisten in Kulturorchestern in Italien und anderen Ländern, auch außerhalb Europas, gespielt.